# Lophura hatinhensis
El faisán vietnamita (Lophura hatinhensis) es una especie de ave galliforme de la familia Phasianidae en peligro de extinción. Descubierta en 1964, es endémica de las selvas del centro de Vietnam. No se conocen subespecies.